# Озкул, Мюнир
Мюнир Озкул (15 августа 1925 — 5 января 2018) — турецкий актёр театра и кино. Государственный артист Турции (1998).

## Биография
Родился в стамбульском районе Бакыркёй. Его дед был османским пашой. В качестве театрального актёра дебютировал в 15 лет. Окончил лицей «Istanbul Erkek Lisesi», затем учился в Стамбульском университете, но не окончил его. С 1948 года играл в театре Сес, в течение карьеры играл в ряде различных театров, в том числе в театре Мухсина Эртугрула «Маленькая сцена». В начале 1950-х годов начал сниматься в кино, сначала играл роли второго плана. Долгое время совмещал съёмки в кино и игру в театре. В основном на данном этапе карьеры Озкул снимался в фильмах, действие которых происходило в период существования Османской империи.
Одним из самых успешных фильмов в ранней карьера Озкула стал снятый в 1952 году фильм «Edi ile Büdü», сценарий к которому был адаптирован Бурханом Фелеком. В 1960 году Озкул основал в Стамбуле бульварный театр, но он оказался убыточным и просуществовал недолго. В 60-х годах Озкул снялся в более 40 фильмах, в среднем каждый год выходило 3-4 фильма с его участием. В 70-х годах Озкул продолжил сниматься в кино, основным его амплуа стала роль отца или учителя.
Продолжал сниматься вплоть до конца 1980-х годов. Был вынужден уйти со сцены по состоянию здоровья.
5 января 2018 года Мюнир Озкул скончался в возрасте 92 лет в результате болезни. Соболезнования в связи с кончиной артиста выразили президент Реджеп Эрдоган, премьер-министр Бинали Йылдырым, а также министр культуры и туризма Нуман Куртулмуш.
Лауреат ряда премий, в том числе премии «Золотой апельсин» за лучшую мужскую роль, в 1998 году Озкулу было присвоено звание «Государственный артист».